# Enchelycore nycturanus
Enchelycore nycturanus är en fiskart som beskrevs av Smith 2002. Enchelycore nycturanus ingår i släktet Enchelycore och familjen Muraenidae. Inga underarter finns listade i Catalogue of Life.